# سیارک ۱۴۸۷۷
سیارک ۱۴۸۷۷ (به انگلیسی: 14877 Zauberflote، نامگذاری:1990WC9) چهارده هزار و هشتصد و هفتاد و هفتمین سیارک کشف شده‌است که در ۱۹ نوامبر ۱۹۹۰ کشف شد.
قدر مطلق سیارک برابر ۴۲.۶ است.